# Albert Flocon
Albert Flocon (geboren als Albert Mentzel 24. Mai 1909 in Köpenick; gestorben 12. Oktober 1994 in Paris) war ein deutsch-französischer Grafiker. Er gilt als einer der vielseitigsten und innovativsten Stecher in der zweiten Hälfte des 20. Jahrhunderts. Er stellte vielfältige praktische und theoretische Versuche mit der Perspektive an.

## Leben
Albert Mentzels Vater war Ingenieur. Er besuchte das Realgymnasium in Döbeln, die Hermann-Lietz-Schule Haubinda und die Hermann Lietz-Schule in Schloss Bieberstein. Von 1928 bis 1931 studierte er am Bauhaus in Dessau. Er gehörte der Kostufra an. Er begann ein Architekturstudium mit dem Vorkurs bei Josef Albers, danach studierte er bei Paul Klee und Wassily Kandinsky und wechselte das Studienfach, um an der Theaterarbeit von Oskar Schlemmer teilzunehmen. 1929 heirateten er und die Bauhausstudentin Charlotte Rothschild (1909–1944), sie hatten drei 1932, 1937 und 1939 geborene Kinder. 1931 bis 1933 arbeitete er als Grafiker in Berlin und Frankfurt am Main. Nach der Machtübergabe an die Nationalsozialisten emigrierten sie nach Frankreich.
In Paris versuchte er zusammen mit Walter Heinz Allner ein Werbestudio zu betreiben, dann gab er einen Band mit Aktfotos heraus und ein paar Kinderbücher von Paul Faucher. Er zeichnet in den freien Abendstunden in der Académie de la grand Chaumière. Zwischen 1937 und 1939 arbeitete er bei Victor Vasarely in einer Werbeagentur für Medizinwerbung. Bei Kriegsbeginn 1939 wurde er von den Franzosen in Chambaran interniert. Um der Abschiebung zu entgehen, meldete er sich zur Fremdenlegion und wurde in Nordafrika eingesetzt. 1941 wurde er in Pibrac demobilisiert und traf seine Frau in Toulouse, wo diese bei Sud-Aviation als technische Übersetzerin arbeitete. Mentzel schloss sich der Résistance an. 1944 wurde die Familie in Toulouse verhaftet, die beiden jüngeren Kinder konnten bei Bekannten auf dem Land versteckt werden, Mentzels Frau und die älteste Tochter Ruth wurden von den Deutschen vom Sammellager Drancy aus in das Konzentrationslager Auschwitz deportiert und dort vergast. Ihre Namen sind in der Gedenkstätte Neuer Börneplatz in Frankfurt am Main angebracht. Mentzel selbst war im Prison Saint-Michel in Toulouse inhaftiert und wurde im August 1944 von der Résistance befreit.
Nach Kriegsende zog er nach Paris und änderte seinen Namen auf den Familiennamen seines Vorfahren Ferdinand Flocon. 1946 heiratete er Alice Casson, mit ihr hatte er zwei weitere Kinder. Seine Depressionen versuchte er mit Psychoanalyse behandeln zu lassen.
Seine eigentliche künstlerische Karriere begann nach Kriegsende. Im Gefängnis in Toulouse hatte er angefangen, Perspektiven zu zeichnen, in Paris führte ihn nun Georges Visat in die Kupferstecherei ein. 1948 hatte er mit Albert-Edgar Yersin und 1949 mit Paul Éluard erste Ausstellungsbeteiligungen. Zusammen mit Johnny Friedlaender, ebenfalls ein deutscher Flüchtling, und Georges Leblanc gründete er 1949 eine Grafikerwerkstatt und Grafikschule. Er spezialisierte sich fortan auf die Gravur mit dem Stichel.
1954 wurde Flocon Zeichenlehrer an der Berufsschule für Drucker École Estienne. 1964 erhielt er eine Stelle an der Beaux-arts de Paris und arbeitete dort als Professor für Perspektive bis 1973.
Flocon war mit dem Philosophen Gaston Bachelard (1884–1962) befreundet. Er veröffentlichte 1952 mit Traité du burin sein erstes Werk über das Stechen. Er forschte zur kurvenlinearen Perspektive (Perspective curviligne). Mit René Taton schrieb er den populärwissenschaftlichen Band La Perspective, der 1963 in der Reihe Que sais-je ? veröffentlicht wurde.
Flocons Arbeit hatte Einfluss auf das Werk von M. C. Escher und von Dick Termes. Der Stecher Patrice Jeener war sein Schüler.

## Werke (Auswahl)

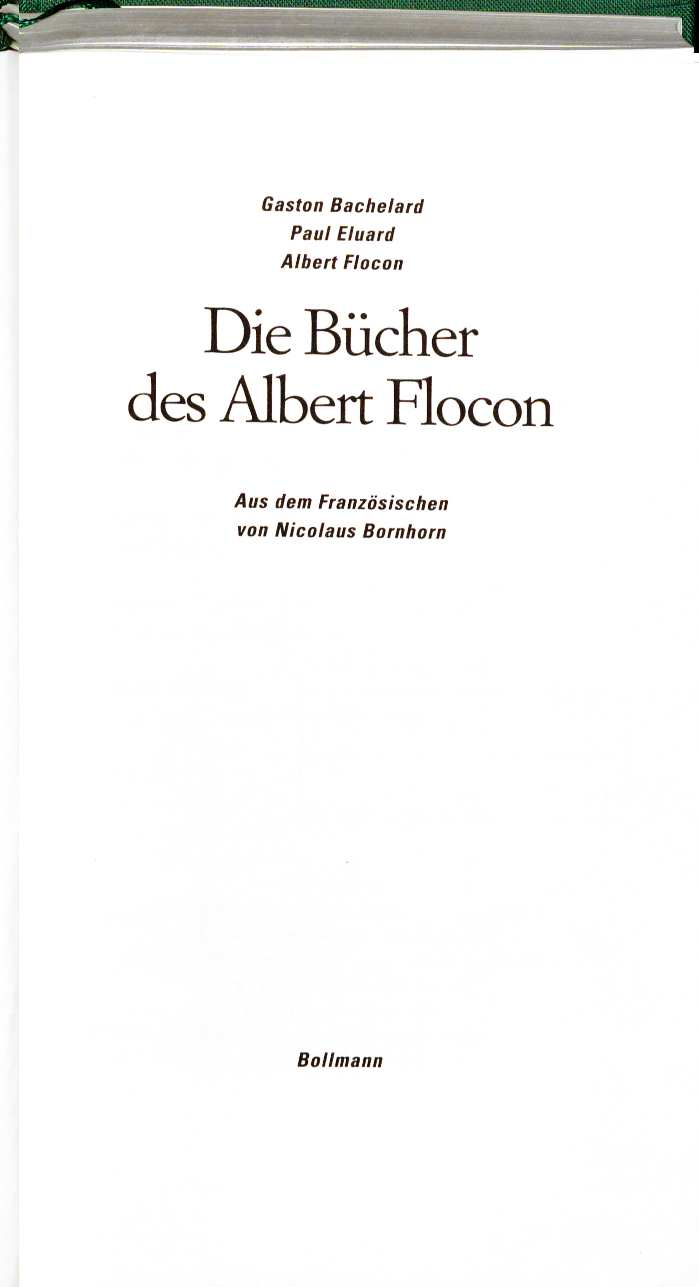

- Perspectives, poèmes de Paul Éluard sur des gravures d'Albert Flocon, 1948.
- Éloge de la main. 1949.
- Traité du burin. Vorwort Gaston Bachelard. Paris: Blaizot, 1952
- Châteaux en Espagne. 1957
- L'Univers des livres. Paris: Hermann, 1961
- Essai Sur L'Espace De Graveur Topographies Suite Burins. Paris: Lucien Scheler, 1961
- mit René Taton: La Perspective. Paris, PUF, Reihe "Que-Sais-je ?", 1963. ISBN 2-13-054852-0
- L'Image en question. Paris, Estienne, 1968
- mit André Barre: La Perspective curviligne. 1968
  - Die kurvenlineare Perspektive: vom gesehenen Raum zum konstruierten Bild. Mit einem Vorwort für die deutsche Ausgabe von Albert Flocon. Übersetzung Albert Flocon. Berlin: Medusa, 1983 ISBN 978-3-88602-074-4
- Entrelacs: Ou Les Divagations d'un Buriniste. Paris: Lucien Scheler, 1975
- En corps, XII Divertissements aux 2 crayons. St Prex: À l'Atelier de St-Prex, 1980
- Suites expérimentales. Zweisprachig. Wien: Medusa, 1983
- 12 Caprices. Paris: Lucien Scheler et Bernard Claveuil, 1984
- Scénographies au Bauhaus. Dessau 1927–1930. Hommage à Oskar Schlemmer. Paris: Séguier, 1987
- Gaston Bachelard, Paul Eluard: Die Bücher des Albert Flocon.. Übersetzung Nicolaus Bornhorn. Düsseldorf: Bollmann, 1991 ISBN 978-3-927901-08-7
- Points de fuite, 1929–1933. Autobiografie. Band I. Neuchâtel: Ides et Calendes, 1994

Bibliographie
- Catherine Ballestero[4]: Albert Flocon dans ses livres: bibliographie des ouvrages d'Albert Flocon. Neuchâtel: Ides et Calendes, 1997 ISBN 2-8258-0131-3